# Seven de Nueva Zelanda 2012
El Seven de Nueva Zelanda de 2012 fue la decimotercera edición del torneo de rugby 7 y el cuarto torneo de la temporada 2011-12 de la Serie Mundial Masculina de Rugby 7.
Se disputó en la instalaciones del Westpac Stadium de Wellington.

## Fase de grupos

### Grupo A
| Equipo        | Encuentros | Encuentros | Encuentros | Encuentros | Tantos  | Tantos    | Tantos     | Puntos |
| Equipo        | jugados    | ganados    | empatados  | perdidos   | a favor | en contra | diferencia | Puntos |
| ------------- | ---------- | ---------- | ---------- | ---------- | ------- | --------- | ---------- | ------ |
| Nueva Zelanda | 3          | 3          | 0          | 0          | 102     | 14        | +88        | 9      |
| Samoa         | 3          | 2          | 0          | 1          | 57      | 47        | +10        | 7      |
| Escocia       | 3          | 1          | 0          | 2          | 76      | 50        | +26        | 5      |
| Japón         | 3          | 0          | 0          | 3          | 14      | 138       | −124       | 3      |

Nota: Se otorgan 3 puntos al equipo que gane un partido, 2 al que empate y 1 al que pierda

### Grupo B
| Equipo         | Encuentros | Encuentros | Encuentros | Encuentros | Tantos  | Tantos    | Tantos     | Puntos |
| Equipo         | jugados    | ganados    | empatados  | perdidos   | a favor | en contra | diferencia | Puntos |
| -------------- | ---------- | ---------- | ---------- | ---------- | ------- | --------- | ---------- | ------ |
| Sudáfrica      | 3          | 3          | 0          | 0          | 78      | 10        | +68        | 9      |
| Inglaterra     | 3          | 2          | 0          | 1          | 66      | 26        | +40        | 7      |
| Islas Cook     | 3          | 1          | 0          | 2          | 38      | 92        | −54        | 5      |
| Estados Unidos | 3          | 0          | 0          | 3          | 22      | 76        | −54        | 3      |

### Grupo C
| Equipo    | Encuentros | Encuentros | Encuentros | Encuentros | Tantos  | Tantos    | Tantos     | Puntos |
| Equipo    | jugados    | ganados    | empatados  | perdidos   | a favor | en contra | diferencia | Puntos |
| --------- | ---------- | ---------- | ---------- | ---------- | ------- | --------- | ---------- | ------ |
| Tonga     | 3          | 2          | 1          | 0          | 55      | 42        | +13        | 8      |
| Fiyi      | 3          | 2          | 0          | 1          | 64      | 17        | +47        | 7      |
| Gales     | 3          | 1          | 1          | 1          | 33      | 40        | −7         | 6      |
| Argentina | 3          | 0          | 0          | 3          | 21      | 74        | −53        | 3      |

### Grupo D
| Equipo    | Encuentros | Encuentros | Encuentros | Encuentros | Tantos  | Tantos    | Tantos     | Puntos |
| Equipo    | jugados    | ganados    | empatados  | perdidos   | a favor | en contra | diferencia | Puntos |
| --------- | ---------- | ---------- | ---------- | ---------- | ------- | --------- | ---------- | ------ |
| Canadá    | 3          | 2          | 0          | 1          | 52      | 42        | +10        | 7      |
| Francia   | 3          | 1          | 1          | 1          | 50      | 46        | +4         | 6      |
| Australia | 3          | 1          | 1          | 1          | 34      | 57        | −23        | 6      |
| Kenia     | 3          | 1          | 0          | 2          | 66      | 57        | +9         | 5      |

## Fase Final

### Cuartos de final
| 4 de febrero | Nueva Zelanda | 22 - 7 | Francia |  |  |

| 4 de febrero | Tonga | 7 - 26 | Inglaterra |  |  |

| 4 de febrero | Canadá | 12 - 15 | Samoa |  |  |

| 4 de febrero | Sudáfrica | 5 - 21 | Fiyi |  |  |

### Semifinal
| 4 de febrero | Nueva Zelanda | 17 - 12 | Inglaterra |  |  |

| 4 de febrero | Samoa | 5 - 28 | Fiyi |  |  |

### Final
| 4 de febrero | Nueva Zelanda | 24 - 7 | Fiyi |  |  |

| Bandera de Nueva Zelanda |
| Campeón Nueva Zelanda    |
| 2º título del circuito   |